# Manuel Derqui
Manuel Santiago Derqui (Corrientes, 1846 - Buenos Aires, 1891) fue un abogado y político argentino. Gobernó las provincias de Corrientes y Mendoza. 
Nació en Corrientes, sus padres fueron el expresidente Santiago Derqui y doña Modesta García de Cossio, hija de Simón García de Cossio, miembro de la Junta Grande.
Ocupó el cargo de gobernador de la Provincia de Corrientes en dos oportunidades, el primer mandato entre 1877 y 1878, y el segundo entre 1883 y 1886.
A principios de 1889 en Mendoza, una revolución depuso al gobernador Tiburcio Benegas, la Legislatura designó interinamente a Manuel J. Bermejo. Sin embargo el vicepresidente de la Nación en ejercicio de la Presidencia, por la ausencia del presidente Juárez Celman, decidió intervenir la provincia, designando a Derqui como interventor federal.
Poco tiempo después Juárez Celman mostró su disconformidad con la medida adoptada por su vicepresidente por lo que envió un negociador a Mendoza y repuso en el cargo de gobernador a Tiburcio Benegas. Fue cercano colaborador del presidente Juárez Celman, quien lo nombró secretario de Estado en 1890. Presidió el Senado cuando asumió la presidencia Carlos Pellegrini y en tal función murió poco después, en mayo de 1891, a los 45 años
| Predecesor: José Luis Madariaga | Gobernador de la Provincia de Corrientes 1877-1878  | Sucesor: Victorino de la Plaza |
| Predecesor: Ángel Soto          | Gobernador de la Provincia de Corrientes 1883-1886  | Sucesor: José María Llano      |
| Predecesor: Manuel J. Bermejo   | Interventor Federal de la Provincia de Mendoza 1889 | Sucesor: Tiburcio Benegas      |

- Datos: Q5992740